# Questocrypta goloboffi
Questocrypta goloboffi är en spindelart som beskrevs av Raven 1994. Questocrypta goloboffi ingår i släktet Questocrypta och familjen Barychelidae.
Artens utbredningsområde är Nya Kaledonien. Inga underarter finns listade i Catalogue of Life.